# Communauté de communes de l’Orée du Perche
Die Communauté de communes de l’Orée du Perche ist ein ehemaliger französischer Gemeindeverband mit der Rechtsform einer Communauté de communes im Département Eure-et-Loir in der Region Centre-Val de Loire. Er wurde am 20. Juni 1997 als "Communauté de communes du canton de la Ferté-Vidame et de ses environs" gegründet. Am 12. Mai 2005 wurde der heutige Name gewählt. Zuletzt umfasst der Verband acht Gemeinden. Der Verwaltungssitz befand sich im Ort La Ferté-Vidame.

## Historische Entwicklung
Mit Wirkung vom 1. Januar 2017 fusionierte der Gemeindeverband mit der Communauté de communes du Perche Senonchois und bildete so die Nachfolgeorganisation Communauté de communes des Forêts du Perche.

## Ehemalige Mitgliedsgemeinden
1. Boissy-lès-Perche
2. La Chapelle-Fortin
3. La Ferté-Vidame
4. Lamblore
5. Morvilliers
6. La Puisaye
7. Les Ressuintes
8. Rohaire